# Håkon III de Norvège
Håkon III Sverreson, né vers 1170 et mort le 1er janvier 1204, fut roi de Norvège de 1202 à 1204.

## Origine
Lorsque Sverre meurt, son seul fils survivant Håkon né vers 1170 monte sur le trône. Sigurd Lavard (mort en 1200) le frère aîné d’Håkon, laissait un jeune fils Guttorm Sigurdsson mais personne n’envisagea de lui réserver une partie du royaume. Le principe que le royaume devait désormais être gouverné par un souverain unique était tacitement admis par tous.

## Règne
Sur son lit de mort Sverre avait écrit une lettre à son fils dans laquelle il lui recommandait de se réconcilier avec le clergé. Håkon invite les évêques qui résidaient au Danemark à le rencontrer afin de conclure un arrangement. Les prélats furent heureux de cette offre qui mettait fin à leur exil et l'archevêque révoque même l'interdit sans attendre la permission du Pape. Un arrangement est conclu et une proclamation est faite dont les termes ne permettent pas de déterminer les concessions faites par chacune des parties ! Il est cependant certain que le roi n'avait pas cédé sur les positions de Sverre excepté sur des points mineurs. Les évêques durent lui jurer allégeance et le reconnaître comme leur légitime souverain.
Le parti Bagler avait été tellement affaibli par ses défaites qu'il n'avait que peu de chance de succès en cas de reprise du conflit et il avait appris le peu d'aide réelle que représentaient les interventions du pape sous forme d'Interdit et d'Excommunication. 
Le clergé cesse donc de s'opposer au roi et demeure à l'écart des futures luttes pour le pouvoir. Les Baglers qui étaient toujours commandés par l'évêque d'Oslo Nicolas deviennent une faction politique et leur conflit avec les Birkebeiner perd toute réelle signification religieuse. Tant qu'Håkon III vécut les Baglers n'entreprirent rien et son droit au trône ne fut pas remis en question mais son règne pacifique fut brutalement interrompu par son décès soudain au nouvel an 1204.

## Succession
Le roi entretenait des relations tendues avec sa belle-mère, la princesse suédoise Margaret de Suède. Lorsque Håkon tombe malade à Noël 1203, elle est immédiatement soupçonnée de l'avoir empoisonné et cette dernière ne réussit qu'avec peine à quitter Bergen pour se retirer en Suède. Håkon III Sverreson fut inhumé dans la cathédrale de Bergen et considéré comme mort sans héritier. Guttorm Sigurdsson, le fils de son frère Sigurd, âgé de 4 ans fut choisi comme roi. Cependant Inga de Varteig, la maitresse du roi, donne naissance en secret, en mars/avril 1204, à un fils, le futur Håkon IV de Norvège.